# Клавитара

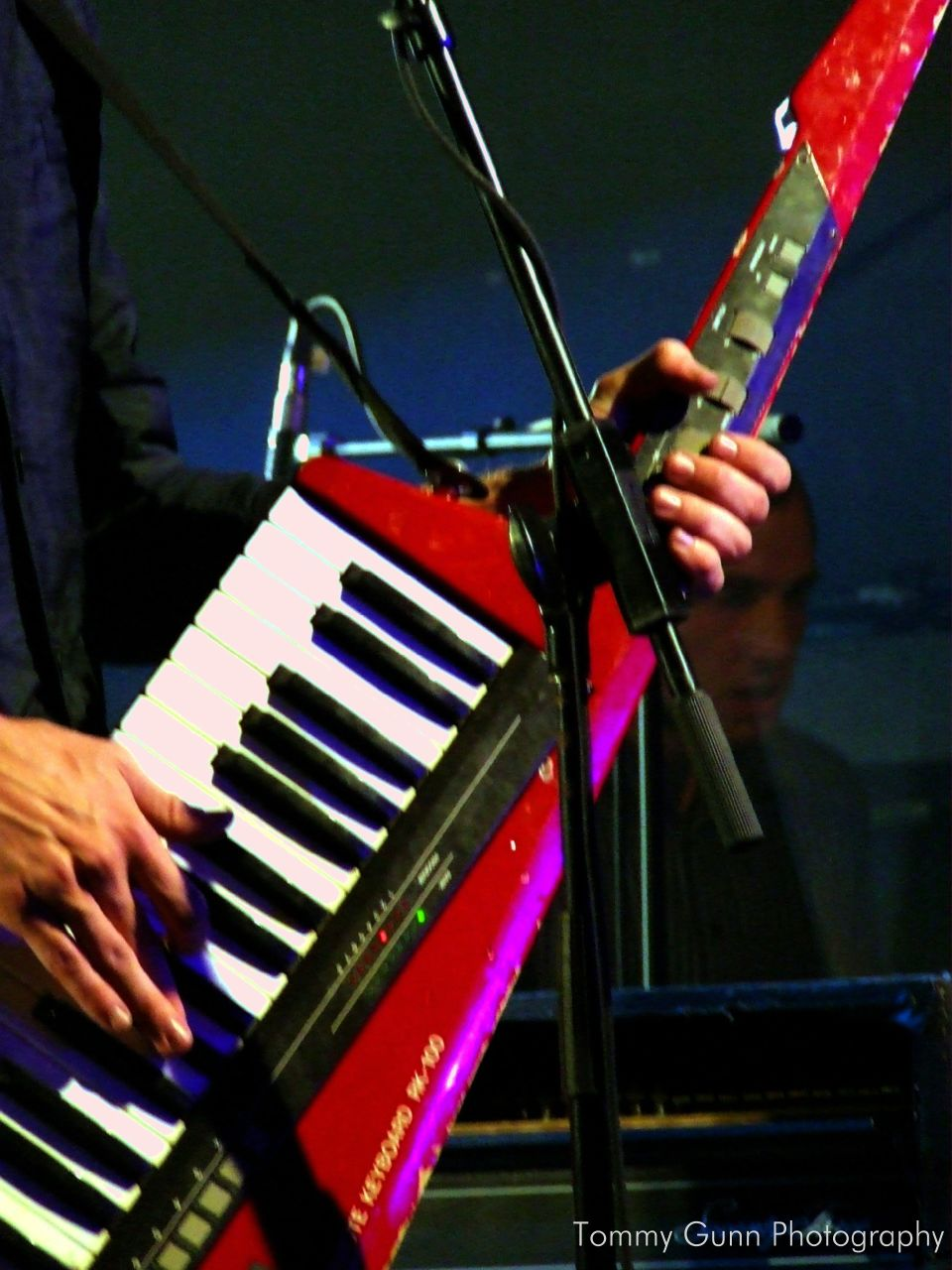
Клавитара

Клавитара (клавишная гитара, от англ. keytar, наплечный синтезатор, в просторечии «расчёска») — синтезатор или MIDI-клавиатура гитарного типа.
Большой популярностью пользовались в 1980-х годах на поп-сцене. Одним из плюсов является возможность вешать клавитару на ремень через плечо, как гитару, что даёт возможность свободного перемещения по сцене, также она может работать от батареек. Основное неудобство — малое количество октав, например, у Yamaha SHS-10 — 2½ октавы, типовой максимум — 4 октавы у Roland AX-Synth). Известны инструменты, выполненные на заказ с бо́льшим количеством октав. Обычно использовалась как часть сценического образа при выступлениях под фонограмму; хотя на инструменте возможно эффективно вести мелодическую партию одной рукой, добавляя другой рукой эффекты с помощью регуляторов, расположенных на «грифе».
Наиболее распространённые модели — Alesis Vortex, Casio AZ-1, Davis Clavitar и Clavitron, Korg RK-100 и RK-100S, Lag LeKey, Lync LN-1000 и LN-4, Moog Liberation, PMS Syntar, Politrep, Powell Probe, Royalex, Sequential Circuits Remote Prophet, Siel DK70, Tyco HotKeyz, Форманта Мини. Разнообразные модели клавитар выпускали Roland (AX-1, AX-7, AX-Synth, AX-Edge, AXIS, Lucina AX-09) и Yamaha (KX-1, KX-5, SHS-10, SHS-200). Кроме того, существуют ряд клавишных инструментов классического формата с возможностью подвешивания через плечо (Behringer UMA25S, Casio SA-75 и CZ-101, Korg-707, Korg Poly-800, Suzuki MK-3600, Юность-21 и ряд других).
Клавитары широко использовались советскими ВИА, западными диско-группами, исполнителями ранней электронной музыки. Применяли инструмент также джазовые исполнители, испонители электронной музыки; с 2000-х годов иногда используется группами, играющими мелодичный метал. Среди известных музыкантов, применявших инструмент — Чик Кориа, Херби Хэнкок, Жан-Мишель Жарр, клавишники таких групп, как Ace of Base, Dream Theater, Gorillaz, Modern Talking, «Ласковый май».

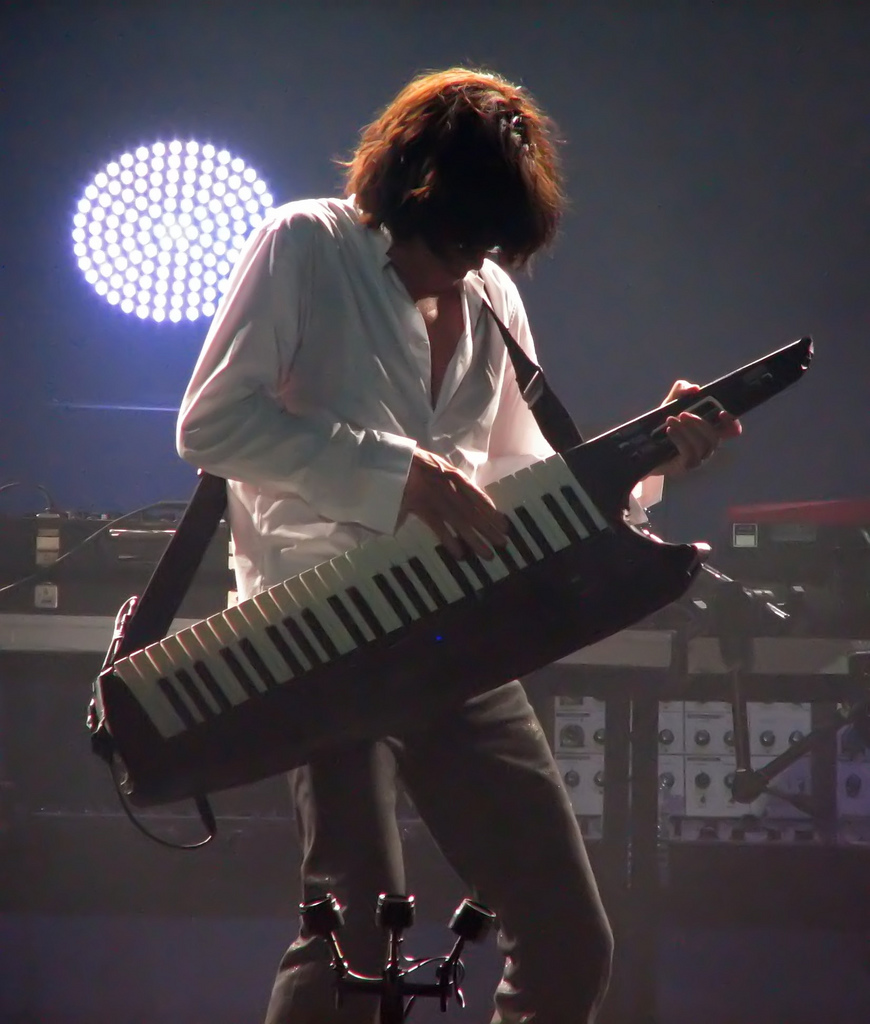
Инструмент используется в самых разных жанрах. Жан-Мишель Жарр, электроника …
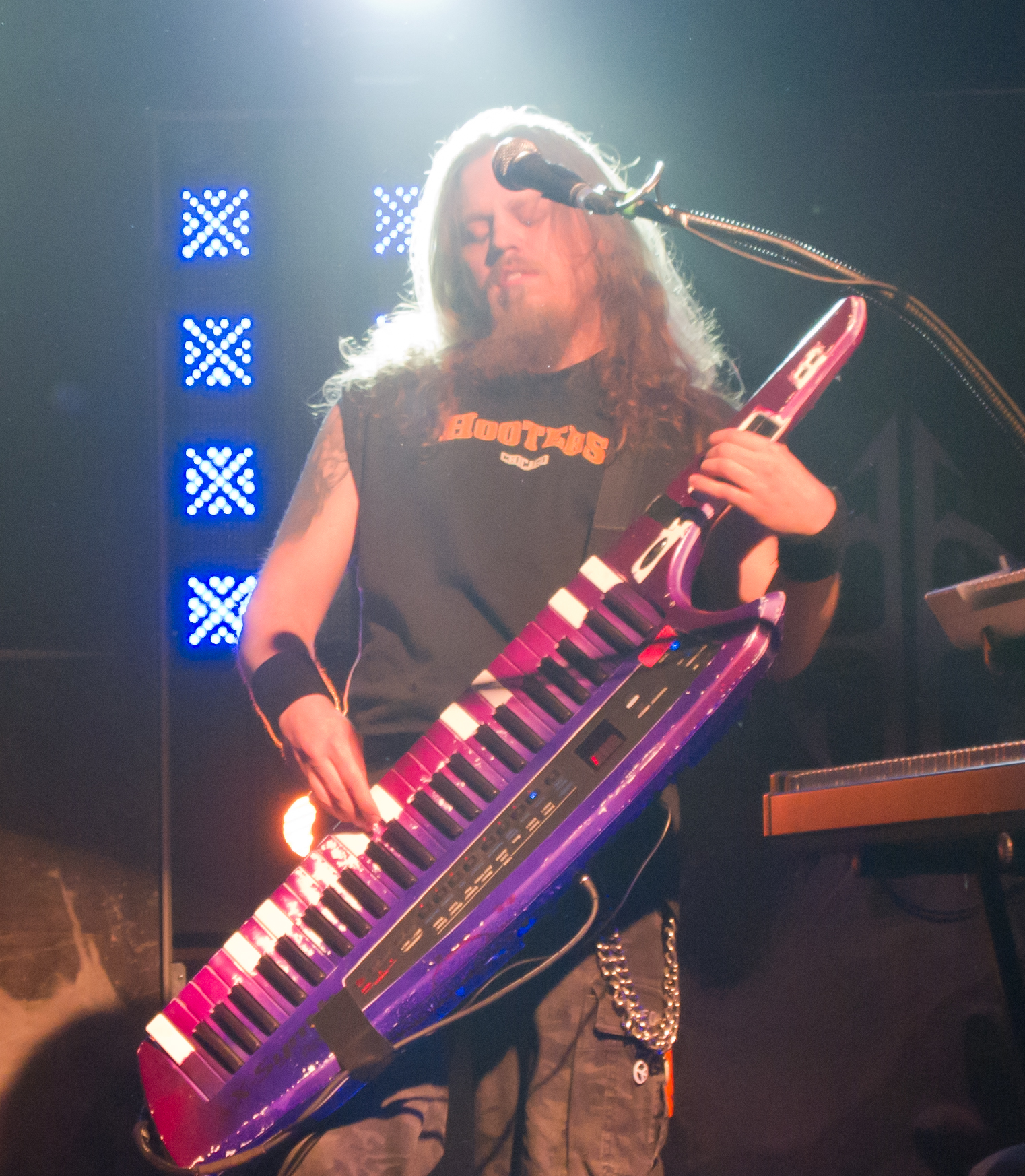
… Хенрик Клингенберг (Sonata Arctica), метал
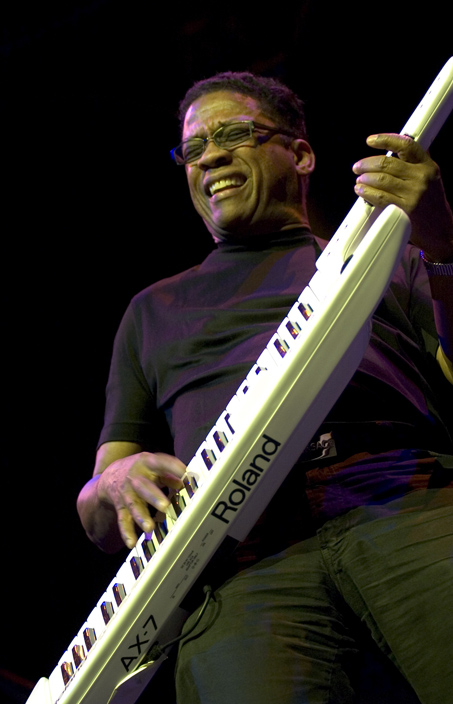
… Херби Хэнкок, джаз
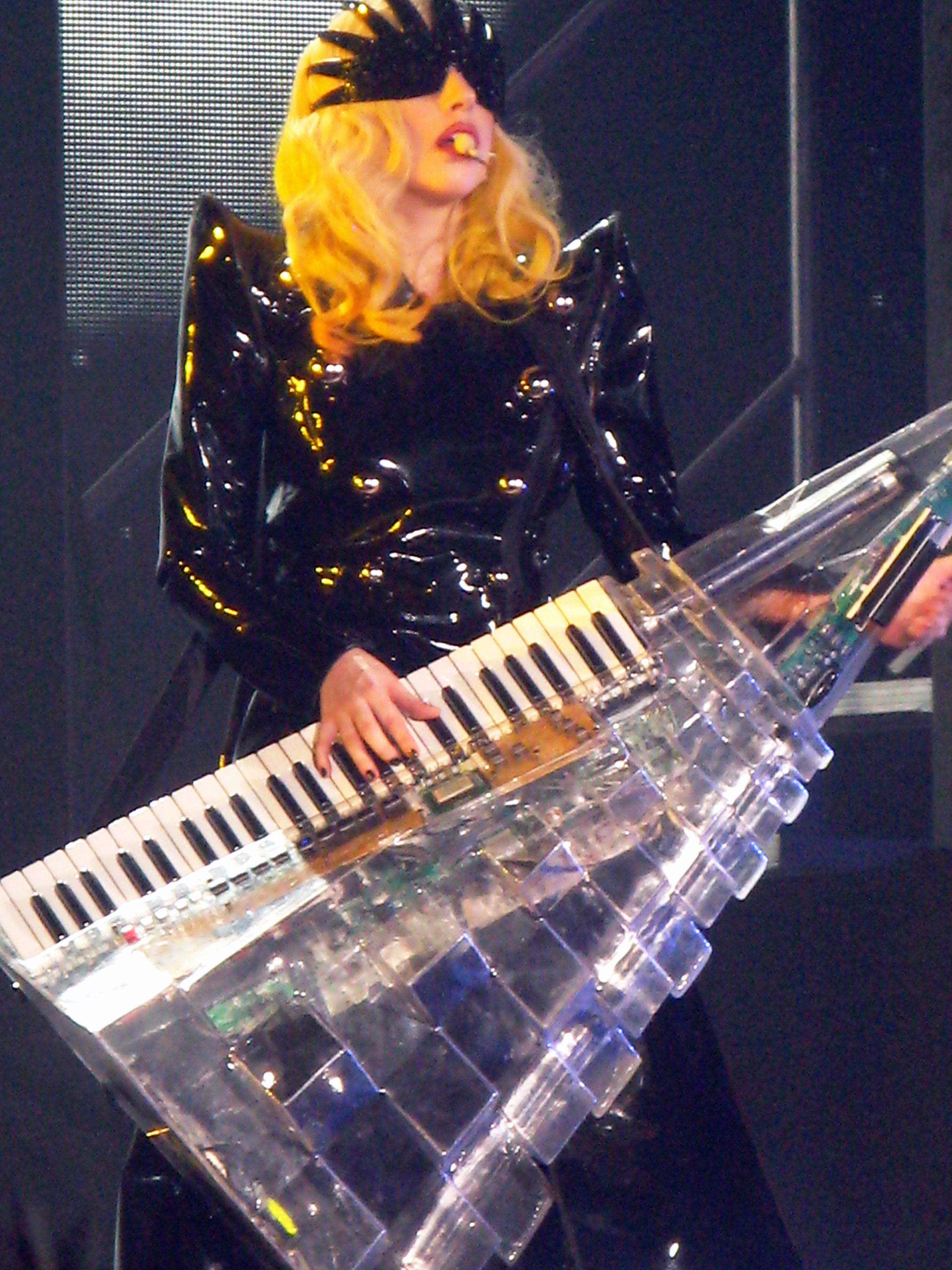
… и Леди Гага, поп-музыка